# Red železne krone
Red železne krone (nemško Orden der Eisernen-Krone) je bilo visoko avstro-ogrsko vojaško odlikovanje.

## Zgodovina
Odlikovanje je ustanovil Napoleon Bonaparte, leta 1805 kot Coronne de Fer. Njegov red je imel tri stopnje: veliki plemenitaš, plemenitaš in vitez.
1. januarja 1816 je odlikovanje ponovno ustanovil cesar Franz I. Avstrijski in je bilo namenjeno plemičem.
Med prvo svetovno vojno so bili do odlikovanja upravičeni vsi častniki, ki so storili hrabro dejanje. Isti častnik je lahko prejel več teh odlikovanj, eno za vsako hrabro dejanje.

## Stopnje odlikovanja
- 1. stopnja -  Ritter (vitez) I. Klasse
- 2. stopnja - Ritter II. Klasse
- 3. stopnja - Ritter III. Klasse